# Colonia Duett

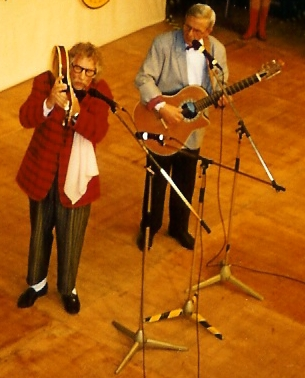
Das Nachfolgeduo Süper Duett (Hans Süper und Werner Keppel, v. l.), 1995

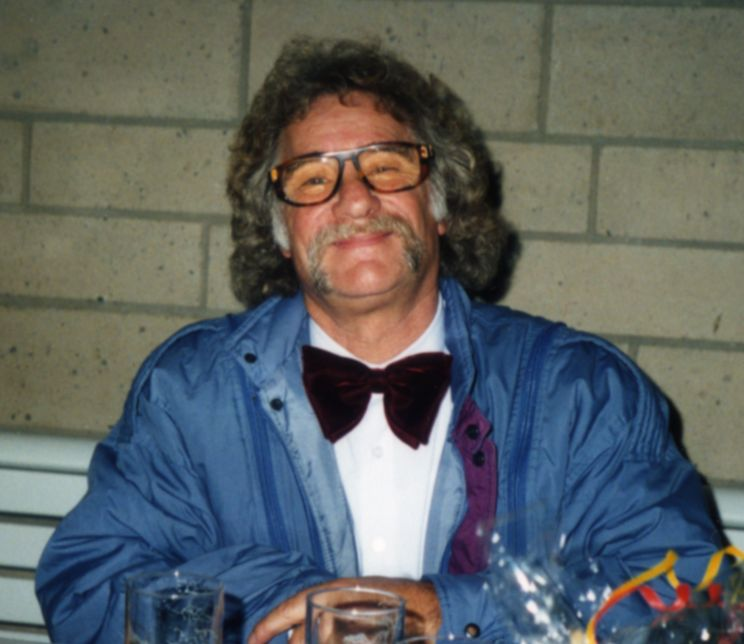
Hans Süper, Februar 1995

Das Colonia Duett, bestehend aus Hans Süper jun. (1936–2022) und Hans Zimmermann (1920–1994), war ein kölsches Karnevalsduo, das in dieser Besetzung von 1974 bis 1990 bestand.
Hans Süper jun. war der Sohn des Musikers Hans Süper senior, der Mitglied des Kölner Gesangsquartetts De Vier Botze war. Diese Formation nannte sich außerhalb Kölns und als Begleitgesangsgruppe für andere Künstler auch Colonia Quartett. Süper trat mit seiner „Flitsch“ (kölsche Bezeichnung für eine Mandoline) und Hans Zimmermann mit einer Gitarre vor allem im Kölner Karneval auf. Neben gemeinsamen Liedern fungierte Hans Zimmermann („Zimmermän“) innerhalb eines Dialogs meist als Stichwortgeber für die Witze seines Partners, die auch meist auf dessen Kosten gemacht wurden: Während des Auftritts bezeichnete Süper seinen Partner stets als „Ei“, mit teilweise recht derben Witzen. Um das zentrale Schimpfwort „Du Ei“ wurden mimik- und gestenreich improvisierte und geplante Gags sowie Moritaten-ähnliche Eigenkompositionen platziert. Die Bezeichnung Zimmermanns als „Ei“ bezieht sich auf dessen kahler werdenden Kopf. In seiner erfolgreichen Zeit kam das in der Form einer Doppelconférence auftretende Duo auf 250 bis 300 Auftritte pro Jahr.
Im November 1990 wurde die Zusammenarbeit auf Betreiben von Hans Süper beendet. Dieser kehrte ab dem 9. Oktober 1991 mit Werner Keppel (1932–2022) als das Süper-Duett auf die Bühne zurück. Im späteren Verlauf sprach Süper, im Gegensatz zu seinem Partner, zunehmend Hochdeutsch. Zimmermann starb 1994, Süper 2022. 
Das Colonia Duett war jahrelang der Höhepunkt der ARD-Fernsehsitzung Karneval in Köln. Der WDR wiederholt in unregelmäßigen Abständen in der Karnevalssession die besten Szenen in der 6-teiligen Sendereihe Du Ei!

## Diskografie
- De Fleech / Dat Hundehaufenwarngerät (Single, 1980).
- Colonia-Duett live, EMI Electrola, 1981 (LP), auch auf Kassette und 1990 auf CD.
- DU EI! – Das Beste vom Colonia Duett von 1977–90, DVD WAZ-Mediengruppe/WDR, ISBN 978-3-89861-695-9.